# 6913 Юкава
6913 Юкава (6913 Yukawa) — астероїд головного поясу, відкритий 31 жовтня 1991 року.
Тіссеранів параметр щодо Юпітера — 3,622.
Названо на честь фізика Хідекі Юкави (яп. ゆかわ(湯川) юкава).